# Nový svět (Agenti S.H.I.E.L.D.)
Nový svět (v anglickém originále Pilot) je pilotní díl amerického televizního seriálu Agenti S.H.I.E.L.D. Scénář k epizodě napsal Jed Whedon, Maurissa Tancharoen a Joss Whedon, který ji i režíroval. Titulní roli si zopakoval Clark Gregg z filmů Marvel Cinematic Universe, po boku Ming-Na Wen, Bretta Daltona, Chloe Bennet, Iaina De Caesteckera a Elizabeth Henstridge.
Pilotní díl byl objednán v roce 2012 poté, co Joss Whedon uvedl snímek Avengers, s důrazem na konzistenci s filmy MCU. Proto se v epizodě objevila látka Extremis z filmu Iron Man 3 a vedle hlavních rolích se objevila i Cobie Smulders, která si zopakovala svou roli Marie Hillové.
Epizoda byla odvysílána americkou stanicí ABC 24. září 2013, kde ji sledovalo 12,12 milionů diváků. V Česku byl díl odvysílán 20. září 2015 na stanici Nova Action.

## Děj
Po událostech z filmu Iron Man 3 je Mike Peterson venku se svým synem Acem, když exploduje horní patro nedaleké budovy. Peterson využije zvýšenou sílu k záchraně Debbie, uvězněné ženy z budovy, ale je při tom natočen Skye, členkou aktivistické skupiny Rising Tide.
Poté, co Grant Ward dokončí misi, vede s Marií Hillovou rozhovor, kvůli novému úkolu. Agent Phil Coulson, který je oficiálně mrtvý, vejde živý do místnosti, udělí Wardovi prověrku sedmé úrovně a oznámí mu, že ho bude součástí jeho týmu. Coulson také rekrutuje agentku Mayovou, která dříve odešla z polní služby.
Skye se setká s Petersonem a varuje ho před S.H.I.E.L.D.em. Skye je ale brzy poté zatčena S.H.I.E.L.D.em a umístěna do zadržovací místnosti Coulsonova letadla. Během výslechu si Coulson začíná získávat její důvěru a ona odhalí, co ví o tajném projektu Stonožka a místě výbuchu, načež agenti Fitz a Simmonsová jdou prozkoumat místo činu.
Peterson se mezitím vrátí do továrny, ze které byl nedávno vyhozen, a zraní svého bývalého šéfa. Poté navštíví ženu, kterou zachránil, což je ve skutečnosti lékařka, se kterou se zná a která mu dala jeho schopnosti implantací zařízení Stonožka do jeho paže. Fitz a Simmonsová z poškozeného zařízení Stonožky, nalezeného na místě výbuchu, zjistí, že Stonožka kombinuje několik dříve známých zdrojů superschopností, včetně látky Extremis. Ukáže se, že tato nestabilní verze Stonožky způsobila výbuch bytu.
Peterson poté unese Skye, která byla propuštěna, a přiměje ji vymazat jeho a Aceovy osobní informace z vládních systémů. Peterson se Skye jsou sledováni Coulsonovým týmem a střelcem, který má Petersona zneškodnit, vyslaným Petersonovou lékařkou. May zneškodní střelce a Ward střelí Petersona pokročilým paralyzérem vyvinutým Fitzem a Simmonsovou, který stabilizuje jeho stav.
Později Coulson nabídne Skye místo ve svém týmu a následně se pro tým objeví úkol s označením 0-8-4.

## Obsazení

### Hlavní role
- Clark Gregg jako Phil Coulson
- Ming-Na Wen jako Melinda Mayová
- Iain De Caestecker jako Leo Fitz
- Elizabeth Henstridge jako Jemma Simmonsová
- Brett Dalton jako Grant Ward
- Chloe Bennet jako Skye

### Vedlejší role
- Cobie Smulders jako Maria Hillová
- Ron Glass jako Streiten, doktor S.H.I.E.L.D.u[6]
- J. August Richards jako Mike Peterson[7]
- Shannon Lucio jako doktorka projektu Stonožka